# Ломбард-стрит (Сан-Франциско)
Ломбард-стрит (англ. Lombard Street) — улица в калифорнийском городе Сан-Франциско. Наибольшую известность получил её небольшой участок, представляющий собой серпантин, который, благодаря изогнутой форме, помогает сгладить 27-процентный уклон Русского Холма. Из-за 8 резких поворотов дороги данный участок улицы называют «самой искривленной улицей в мире».
Тянется от форта Президио до Эмбаркадеро. Большая часть западного сегмента улицы является главной улицей, обозначенной как часть дороги US Route 101.
Улица была названа в честь улицы Ломбард-стрит в Филадельфии исследователем Сан-Франциско Джаспером О’Фарреллом.

## Границы улицы
Ломбард-стрит находится в районе Рашен-Хилл и Телеграф-Хилл. Западный конец Ломбард-стрит находится на бульваре Президио, затем он направляется на восток через окрестности Коровьей Пустоши (англ.  Cow Hollow). Далее через 12 кварталов между Бродерик-стрит и проспектом Ван-Несс.
На Телеграф-Хилл она поворачивает на юг и становится бульваром Телеграф-Хилла, далее в Пионер-Парк и Койт-Тауэр. Ломбард-стрит снова начинается на Уинтроп-стрит и заканчивается в Эмбаркадеро в качестве дороги-дублера.

## Искривлённый участок
Проект, впервые предложенный владельцем недвижимости Карлом Генри и построенный в 1922 году, был предназначен для уменьшения естественного 27%-го уклона холма, который был слишком крутым для большинства автомобилей.
Кривой участок улицы, составляет 180 м в длину (125,7 м по прямой линии), является спуском с односторонним движением и вымощен красным кирпичом. Дорожный знак наверху спуска рекомендует скорость движения не более 5 миль/ч (8 км/ч).
На верху склона в квартале улицы Хайд останавливается городской трамвай канатной дороги.
При мэрии работает целевая группа, которой поручено решить транспортные проблемы Ломбард-стрит.

## Известные здания и люди
- Сегодня Академия искусств Университета владеет и управляет зданием под названием «Звездный зал» на улице для жилищных целей[4].
- Жителем Ломбард-стрит являлась Ровена Микс Эбди, калифорнийская художница, которая работала в стиле импрессионизма[5].

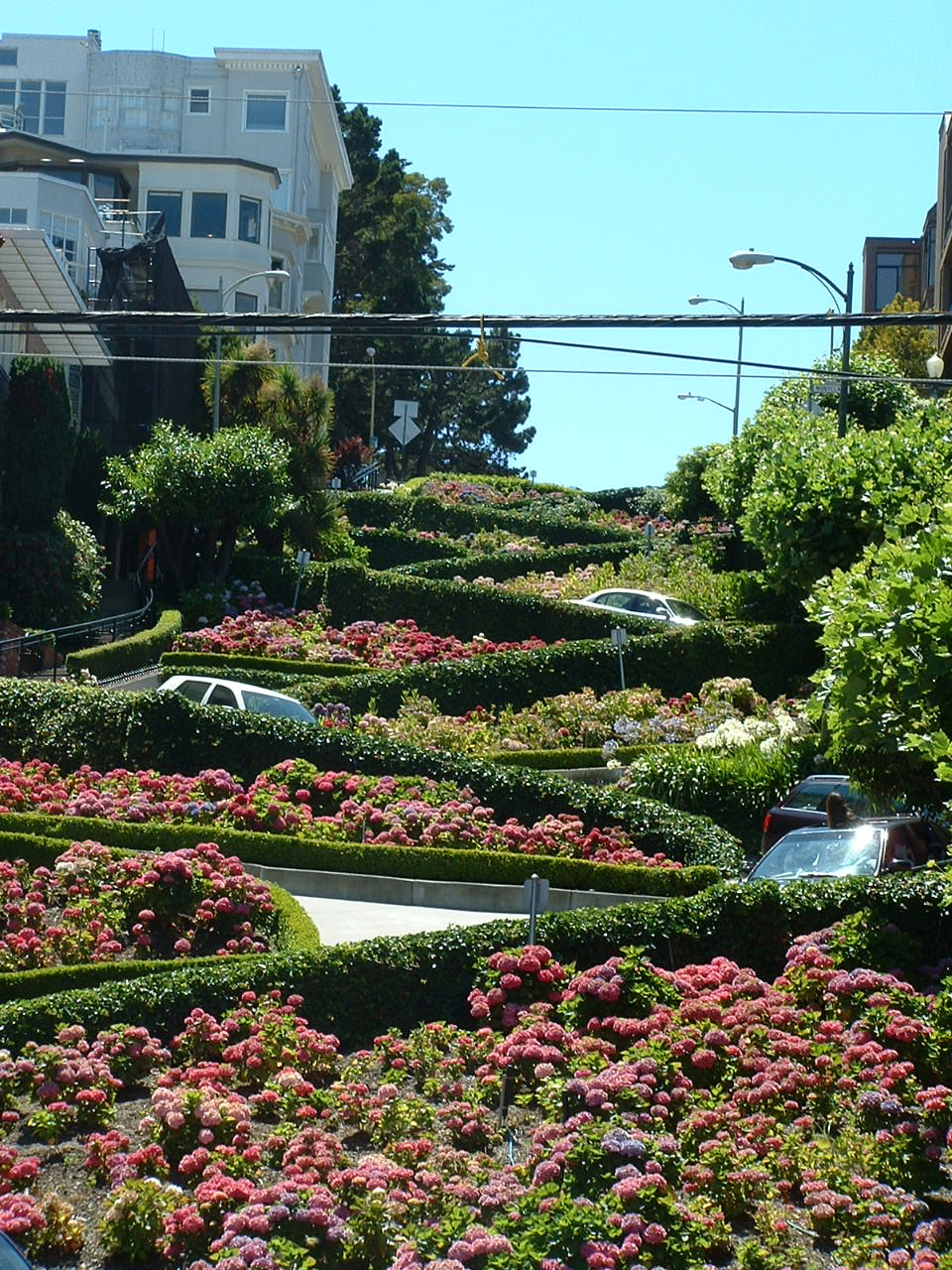
Ломбард стрит
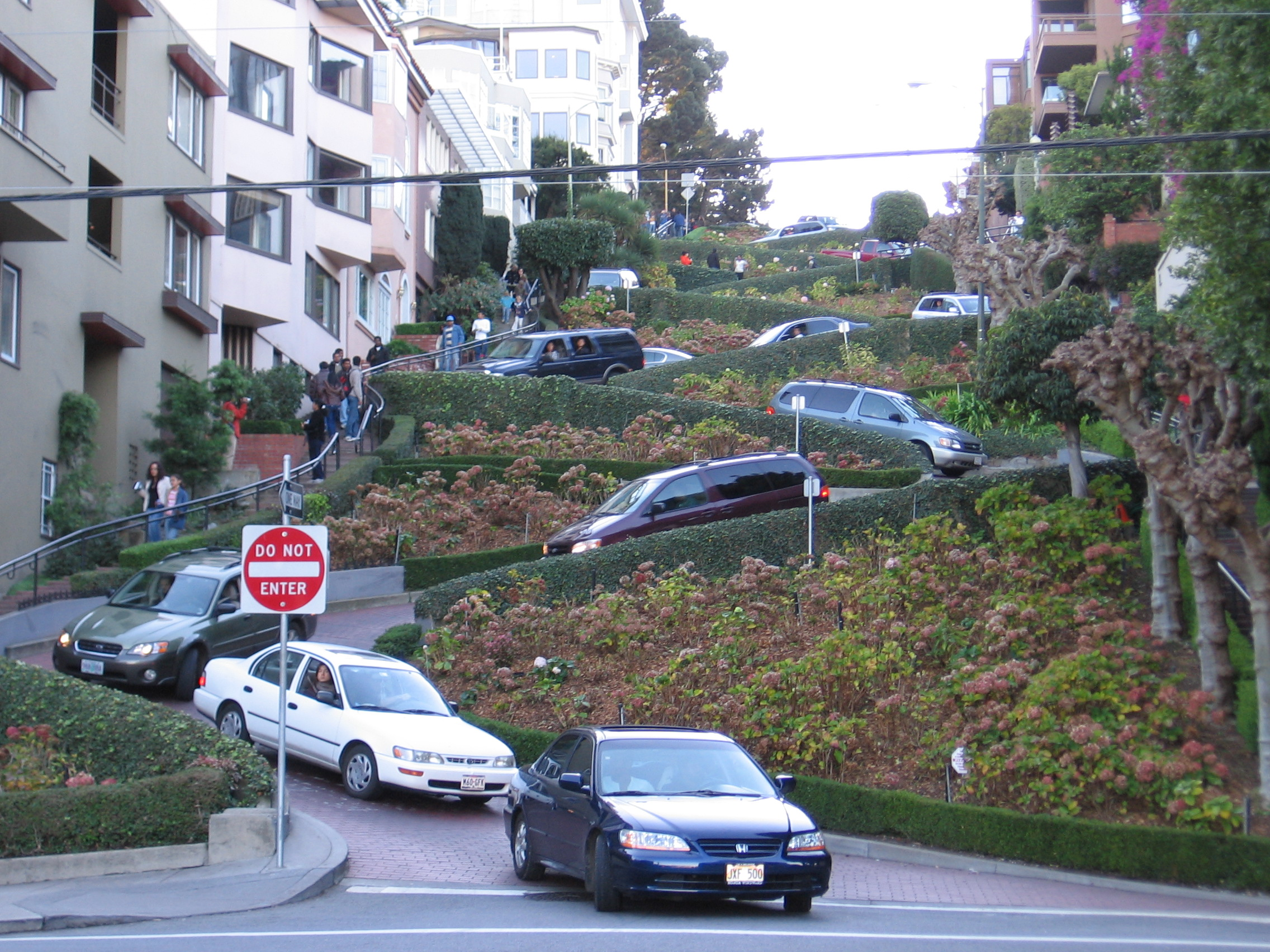
Автомобильное движение на Lombard Street